# Podgora, Ravne na Koroškem
Podgora este o localitate din comuna Ravne na Koroškem, Slovenia, cu o populație de 303 locuitori.